# Германский сбор женского волоса

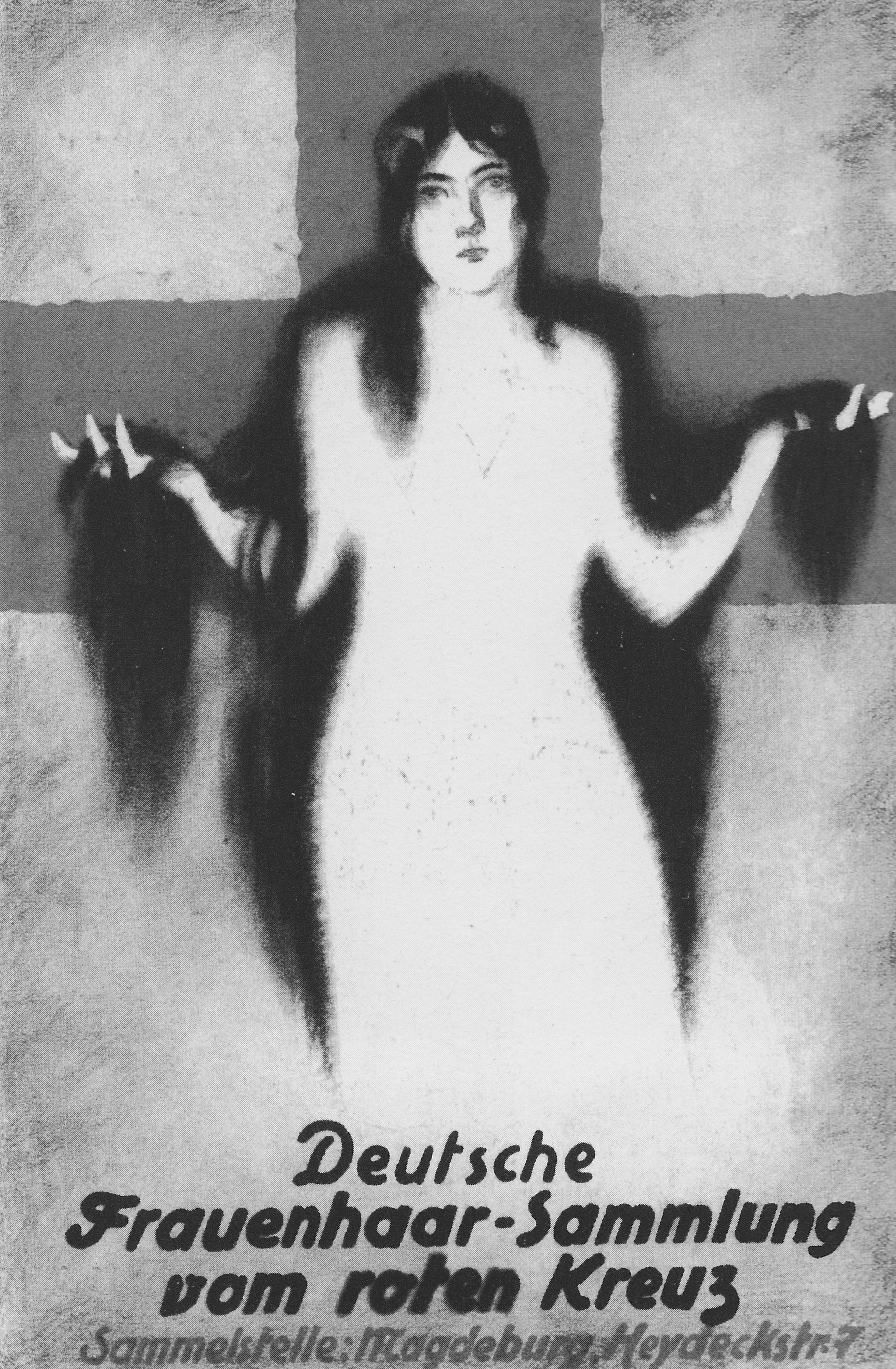
Плакат Германского сбора женского волоса. 1918)

Германский сбор женского волоса (нем. Deutsche Frauenhaar-Sammlung) — добровольная акция, организованная Германским Красным Крестом во время Первой мировой войны. В условиях дефицита верблюжьей шерсти женский волос использовался в германской военной промышленности для изготовления войлочных прокладок преимущественно для подводных лодок. В Магдебурге и Аугсбурге были открыты централизованные пункты сбора женского волоса, откуда он непосредственно поступал на промышленные предприятия. Женщины продемонстрировали чрезвычайно высокий уровень активности, что заставило Красный Крест ограничить сдачу волоса только выпавшим, чтобы женщины и девушки в порыве патриотизма не отрезали длинные волосы. За годы Первой мировой войны были собраны и переданы на предприятия промышленности сотни тонн женского волоса. На агитационных плакатах часто фигурировала героиня освободительной борьбы против Наполеона Фердинанда фон Шметтау, пожертвовавшая свои волосы на нужды Отечества.